# Passione (studio)
Pour les articles homonymes, voir Passione.
Passione Co., Ltd.  (パッショーネ株式会社, Passhōne Kabushiki-gaisha) est une entreprise de production et studio d'animation japonaise.

## Productions

### Séries télévisées
| Année | Titre                                            | Dates de 1re diffusion | Dates de 1re diffusion | Nb. éps. | Notes |
| Année | Titre                                            | Début                  | Fin                    | Nb. éps. | Notes |
| ----- | ------------------------------------------------ | ---------------------- | ---------------------- | -------- | --- |
| 2012  | Haitai Nanafa (ja)                               | 6 octobre 2012         | 29 juin 2013           | 26       | Série originale. |
| 2014  | Rail Wars!                                       | 4 juillet 2014         | 19 septembre 2014      | 12       | Basée sur la série de light novel écrite par Takumi Toyoda et illustrée par Vania 600.                                                                                      |
| 2015  | Rokka no yūsha                                   | 4 juillet 2015         | 19 septembre 2015      | 12       | Basée sur la série de light novel écrite par Ishio Yamagata et illustrée par Miyagi.                                                                                        |
| 2017  | Hinako Note                                      | 7 avril 2017           | 23 juin 2017           | 12       | Basée sur la série de mangas dessinée par Mitsuki. |
| 2018  | citrus                                           | 6 janvier 2018         | 24 mars 2018           | 12       | Basée sur la série de mangas de Saburōta. |
| 2018  | High School DxD Hero                             | 10 avril 2018          | 3 juillet 2018         | 12       | 4e saison de l'adaptation anime, les trois précédentes étant réalisées par TNK ; basée sur la série de light novel écrite par Ichiei Ishibumi et illustrée par Miyama-Zero. |
| 2019  | Joshi kōsei no mudazukai (en)                    | 5 juillet 2019         | 20 septembre 2019      | 12       | Basée sur la série de mangas de Bino. |
| 2019  | Z/X Code reunion (ja)                            | 8 octobre 2019         | 24 décembre 2019       | 12       | Basée sur la série de mangas de Tatsuhiko Urahata et de Takuya Fujima. |
| 2020  | Ishuzoku Reviewers                               | 11 janvier 2020        | 28 mars 2020           | 12       | Basée sur la série de mangas d'Amahara et de masha. |
| 2020  | Higurashi no Naku Koro ni Gou                    | 1er octobre 2020       | 19 mars 2021           | 24       | Basée sur la série de sound novels Higurashi no naku koro ni. |
| 2021  | Higurashi no Naku Koro ni Sotsu                  | 1er juillet 2021       | 30 septembre 2021      | 15       | Basée sur la série de sound novels Higurashi no naku koro ni. |
| 2021  | Mieruko-chan                                     | 3 octobre 2021         | 19 décembre 2021       | 12       | Basée sur la série de mangas de Tomoki Izumi. |
| 2022  | Isekai Meikyū de Harem o                         | 6 juillet 2022         | 21 septembre 2022      | 12       | Basée sur la série de mangas de Shachi Sogano. |
| 2022  | Love Flops                                       | 12 octobre 2022        | 28 décembre 2022       | 12       | Projet original. |
| 2023  | Watashi no Yuri wa Oshigoto Desu!                | 6 avril 2023           | 22 juin 2023           | 12       | Basée sur la série de mangas de Shachi Sogano. |
| 2023  | Seiken Gakuin no Maken Tsukai                    | 3 octobre 2023         | 19 décembre 2023       | 12       | Basée sur la série de light novel écrite par Yū Shimizu et illustrée par Asagi Tōsaka.                                                                                      |
| 2024  | Ishura                                           | 3 janvier 2024         | 20 mars 2024           | 12       | Basée sur la série de light novel écrite par Keiso et illustrée par Kureta; coproduite avec Sanzigen.                                                                       |
| 2024  | Ōkami to Kōshinryō: Merchant Meets the Wise Wolf | 2 avril 2024           | en cour                |          | Basée sur la série de light novel écrite par Isuna Hasekura et illustrée par Jū Ayakura.                                                                                    |

### ONA
| Année | Titre                         | Date(s) de sortie | Notes |
| ----- | ----------------------------- | ----------------- | --- |
| 2018  | God Eater: Resonantoka Gekijō | 1er avril 2018    | Série de courts métrages animés diffusée dans le jeu pour smartphone God Eater: Resonant Ops ; coproduite avec Creators in Pack. |

### OAV
| Année   | Titre             | Date(s) de sortie | Notes |
| ------- | ----------------- | ----------------- | --- |
| 2019    | Kyochū rettō (ja) | 20 juin 2019      | Production basée sur le manga éponyme de RED ICE et de Yasutaka Fujimi, publication prévue avec le 6e volume du manga. |
| À venir | Bean Bandit       | À venir           | Crossover d'une vingtaine de minutes entre les œuvres de Ken'ichi Sonoda Gunsmith Cats et Riding Bean.                 |

### Films d'animation
| Année | Titre             | Date de sortie  | Notes                               |
| ----- | ----------------- | --------------- | ----------------------------------- |
| 2020  | Kyochū rettō (ja) | 20 janvier 2020 | Version cinématographique de l'OAV. |

### Jeux vidéo
| Année | Titre                        | Plates-formes | Notes                                   |
| ----- | ---------------------------- | ------------- | --------------------------------------- |
| 2012  | Toki to Eien: Toki Towa (ja) | PlayStation 3 | Production d'animation.                 |
| 2012  | Onika Gakuen Amakusa         | Smartphone    | Création d'image d'application sociale. |